# Wilhelm Beck (Sänger)
Wilhelm Beck, eigentlich Vilmos Beck (19. Februar 1869 in Budapest, Königreich Ungarn – 1. Dezember 1925 in Chicago) war ein ungarischer Opernsänger (Bass).

## Leben
Beck war der Sohn eines Budapester Fabrikanten. Schon im jugendlichen Alter von zehn Jahren machte sich seine besondere musikalische Begabung bemerkbar und nachdem er zunächst Kompositionslehre und Klavierspiel studiert hatte, wurde seine Stimme durch seinen Lehrer Hans Kössler entdeckt.
Beck absolvierte ein Gesangsstudium in Budapest und ging dann nach Paris, wo er am Conservatoire National des Arts et Métiers Schüler von Jean Lassalle und Drosti wurde.
Sein Bühnendebüt gab er 1892 an der Nationaloper Budapest, wo er bis 1902 verblieb und trat danach nur noch gastierend auf.
Gastspiele gab er 1901 an der Wiener Hofoper, 1908 und 1911 an der Grand Opéra Paris. Bis zu Beginn des Ersten Weltkriegs 1914 konnte Beck gerade als Wagner-Interpret dort große Erfolge feiern. Zwischen 1918 und 1921 war er öfters in Schweden, 1921 an der Staatsoper von Wien, er gab zudem Gastspiele und Konzerte in England und Italien.
Ab 1910 oft Gast, war er ab 1918 bis zu seinem Tod an der Oper von Chicago engagiert.

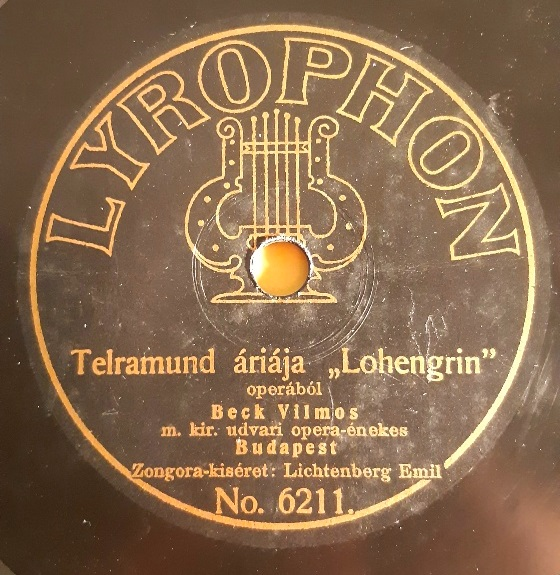
Schallplatte von Vilmos Beck (Budapest 1905)

Beck hinterließ Schallplatten für G&T (Budapest 1902), Lyrophon (Budapest 1905) und Columbia (New York 1911).

## Rollen (Auswahl)
- Daland – Der fliegende Holländer (Richard Wagner)
- Heinrich – Lohengrin (Richard Wagner)
- Marke – Tristan und Isolde (Richard Wagner)